# Mo To Chau
Mo To Chau (kinesiska: 磨刀洲) är öar i Hongkong (Kina). De ligger i den västra delen av Hongkong.